# 安妮·哈尔德·延森
安妮·哈尔德·延森（丹麥語：Anne Hald Jensen，1990年3月2日—），丹麥女子羽毛球運動員，曾在2010年至2012年期間代表希臘參加國際賽事。

## 簡歷
2009年4月，安妮·哈尔德·延森代表丹麥出戰歐洲青年羽毛球錦標賽，除了助國家隊赢得混合團體冠軍外，個人亦贏得女子單打比賽冠軍。同年9月，她又赢得了哈爾科夫國際賽女單冠軍。

## 主要比賽成績
只列出曾進入準決賽的國際賽事成績：
| 年份      | 賽事                   | 公開賽級別 | 項目      | 拍檔                | 成績      |
| 代表 丹麦 | 代表 丹麦              | 代表 丹麦  | 代表 丹麦 | 代表 丹麦           | 代表 丹麦 |
| --------- | ---------------------- | ---------- | --------- | ------------------- | --------- |
| 2007年    | 歐洲青年羽毛球錦標賽   | 其他       | 混合團體  | －                  | 季軍      |
| 2008年    | 希臘羽毛球國際賽       | 國際系列賽 | 女子雙打  | 路易絲·漢森         | 準決賽    |
| 2009年    | 愛沙尼亞羽毛球國際賽   | 國際系列賽 | 女子單打  | －                  | 亞軍      |
| 2009年    | 歐洲青年羽毛球錦標賽   | 其他       | 混合團體  | －                  | 冠軍      |
| 2009年    | 歐洲青年羽毛球錦標賽   | 其他       | 女子單打  | －                  | 冠軍      |
| 2009年    | 哈爾科夫羽毛球國際賽   | 國際系列賽 | 女子單打  | －                  | 冠軍      |
| 2009年    | 土耳其羽毛球國際賽     | 國際系列賽 | 女子單打  | －                  | 亞軍      |
| 代表 希腊 |                        |            |           |                     |           |
| 2010年    | 秘魯羽毛球國際賽       | 國際挑戰賽 | 女子單打  | －                  | 準決賽    |
| 2010年    | 斯洛伐克羽毛球公開賽   | 未來系列賽 | 女子單打  | －                  | 準決賽    |
| 2010年    | 匈牙利羽毛球國際賽     | 國際系列賽 | 女子單打  | －                  | 亞軍      |
| 2011年    | 伊朗羽毛球國際挑戰賽   | 國際挑戰賽 | 女子單打  | －                  | 準決賽    |
| 2011年    | 羅馬尼亞羽毛球國際賽   | 國際系列賽 | 女子雙打  | Ioanna Karkantzia   | 準決賽    |
| 2011年    | 斯洛伐克羽毛球公開賽   | 國際系列賽 | 女子單打  | －                  | 準決賽    |
| 2011年    | 聖多明哥羽毛球公開賽   | 國際系列賽 | 女子單打  | －                  | 冠軍      |
| 2011年    | 聖多明哥羽毛球公開賽   | 國際系列賽 | 女子雙打  | Barbara Matias      | 冠軍      |
| 2011年    | 土耳其羽毛球國際賽     | 國際系列賽 | 女子單打  | －                  | 亞軍      |
| 2012年    | 西班牙羽毛球公開賽     | 國際挑戰賽 | 女子單打  | －                  | 準決賽    |
| 代表 丹麦 |                        |            |           |                     |           |
| 2013年    | 立陶宛羽毛球公開賽     | 未來系列賽 | 女子單打  | －                  | 亞軍      |
| 2013年    | 立陶宛羽毛球公開賽     | 未來系列賽 | 女子雙打  | 厄维尔·斯塔普赛蒂特 | 準決賽    |
| 2013年    | 愛爾蘭羽毛球未來系列賽 | 未來系列賽 | 女子單打  | －                  | 準決賽    |
| 2017年    | 克羅地亞羽毛球國際賽   | 未來系列賽 | 女子單打  | －                  | 冠軍      |
| 2017年    | 克羅地亞羽毛球國際賽   | 未來系列賽 | 女子雙打  | 丽莎·克拉默         | 亞軍      |
| 2017年    | 羅馬尼亞羽毛球國際賽   | 未來系列賽 | 女子單打  | －                  | 亞軍      |
| 2017年    | 立陶宛羽毛球國際賽     | 未來系列賽 | 女子單打  | －                  | 冠軍      |
| 2017年    | 立陶宛羽毛球國際賽     | 未來系列賽 | 女子雙打  | 丽莎·克拉默         | 亞軍      |

| 2007-2017年 | 首要超級賽 | 超級賽 | 黃金大獎賽 | 大獎賽 | 國際挑戰賽 | 國際系列賽 | 未來系列賽 | 其他 |

| 2018-2026年 | 總決賽 | 超級1000賽 | 超級750賽 | 超級500賽 | 超級300賽 | 超級100賽 | 國際挑戰賽 | 國際系列賽 | 未來系列賽 | 其他 |